# Kvantmedicin
Kvantmedicin eller kvantläkning (engelska: quantum healing) (också benämnd frekvensmedicin,resonansmedicin,energimedicin och  informationsmedicin  är en alternativmedicinsk blandning av idéer som påstås använda kvantmekanik, psykologi, filosofi och neurofysiologi i behandlingen av hela organismen och sjukdomar inom alla medicinska områden utan biverkningar. Förespråkare för kvantläkning hävdar att kvantfenomen styr människans hälsa och välbefinnande. Det finns ett antal olika versioner som alla försöker kopplar till olika kvantidéer inklusive våg-partikeldualitet och virtuella partiklar, och mer allmänt till "energi" och vibrationer.

## Historia
Ursprunget till kvantmedicinen skulle kunna finnas i tidigare elektroterapieutiska behandlingar i historien och 1700-talets mesmerism eller animala magnetism har gemensamma beröringspunkter, då de bägge teoriserar om en osynlig livskraft som finns i både människor, djur och växter. Mesmerismen ansåg även likhet med kvantmedicin att om denna osynliga kraft kunde ge fysiska resultat så som att hela människor. 
Albert Abrams, en amerikansk forskare på 1800-talet sa att allt liv var baserat på elektroner och han uppfann maskiner som inte bara sades kunna upptäcka men även läka sjukdomar. På 1920-talet fortsatte William Boyd kliniskt testa Abrams upptäckter och fick år 1924 legitimering av Royal Society of Medicine. Georges Lakhovsky, fransk ingenjör uppfann the Multiple Wave Oscillator, och använde den för att behandla cancer.
Bland de första moderna utövarna av kvantmedicin på 1900-talet fanns Hulda Clark som behandlade sina patienter utifrån tanken att det mänskliga sjukdomar uppstod genom parasitinfektioner och kunde botas genom en maskin som skapade en ström in i kroppen med samma frekvens som skulle ha utgått från parasiterna varvid parasiterna skulle försvinna. Clark dog senare av en cancersjukdom som hennes maskin sades kunna bota.
Begreppet kvantläkning myntades av Deepak Chopra när han publicerade sin bok med samma namn 1989. Den mesta litteratur inom kvantläkning uppehåller sig inom det filosofiska och den huvudsakliga kritiken kretsar kring de systematiska missförstånden av modern fysik.
Metoden räknar ibland sin historia till frekvensterapin, som togs fram på 1920-talet, och vissa förklaringsmodeller är desamma. Frekvensterapin lanserades av uppfinnaren Royal Rife på 1930-talet och den använder maskiner som skapar elektromagnetiska vågor, både för behandling och diagnostik. Frekvensterapin menar att varje organ har en "frisk elektromagnetisk frekvens" och genom att skicka in en frekvens i kroppen går det att se vilka organ som avviker, och sedan behandla med vitaminer. Det går också att skicka in "rätt frekvens" och på så sätt återställa ett organ. Det har senare överförts till att gälla celler och molekyler, samt patogener, cancer och andra gifter i kroppen. Eftersom även kvantmekaniken talar om vibrationer, energi, spinn och vågfunktionen har delar av frekvensterapin uppgraderats till kvantmedicinska verktyg.
För att ge ytterligare belägg för att kvantmedicin kan fungera så vill vissa utövare och förespråkare av metoden åberopa den Heisenbergska osäkerhetsprincipen den nya fysiken och dess koppling till kvantmedicinska metoder vidgar utrymmet för nytänkande.
Senare verktyg talar också om Nano Zero Point-stavar, för att nollställa energinivåer i kroppen. De påstås vara designade för att fånga eller bibehålla en uppsättning energier med kvantmekanik och på så sätt avlägsna felaktiga energier.

## Vetenskaplig kritik mot kvantmedicin
Det finns inga beläggMall:Källa?